# Лангензельбольд
Лангензельбольд (нім. Langenselbold) — місто в Німеччині, знаходиться в землі Гессен. Підпорядковується адміністративному округу Дармштадт. Входить до складу району Майн-Кінціг.
Площа — 26,25 км2. Населення становить 14 184 ос. (станом на 31 грудня 2020).